# 曹魏五都
曹魏五都或称魏五都，即曹魏时五座都城并称，但實際上僅以原东汉首都洛陽為首都。

## 歷史
延康（220年），曹魏代漢，改元黄初。同年十二月，初建洛阳宫，戊午幸洛阳。黄初二年（221年），改许都所在许县为许昌县。裴注《三国志》引魏略称。
曹魏以长安 、谯、许昌 、邺、洛阳为五都，其中長安作為鎮守西南的軍事重鎮，以防蜀漢北伐。
东晋郭璞《水经·浊漳水注》称“魏因汉祚，复都洛阳，以谯为先人本国，许昌为汉之所居，长安为西京遗迹，邺为王业之本基，故号五都。”清代王鳴盛所著《十七史商榷》认为，“其实长安久不为都，谯特因太祖故乡聊目为都，皆非都也，真为都者，许洛邺三处耳。”